# Margarita Mbywangi
Margarita Mbywangi (née en 1962) est une femme politique paraguayenne et une dirigeante indigène Aché, qui est nommée en 2008 ministre des Affaires indigènes du Paraguay.

## Parcours
Selon diverses sources d'information, à l'âge de quatre ans, elle est capturée dans la jungle près de la communauté Aché de Chupapou et est vendue plusieurs fois pour effectuer du travail forcé à des familles de propriétaires d'haciendas. Elle est envoyée à l'école, elle a donc appris à lire et à écrire et, en 2008, elle termine un diplôme d'études secondaires.
Le 18 août 2008, le président paraguayen Fernando Lugo nomme Margarita Mbywangi, membre du groupe indigène Aché de l'est du Paraguay, ministre des Affaires indigènes, la première personne indigène à occuper un tel poste au Paraguay.
Ses principaux objectifs se sont concentrés sur l'obtention de droits fonciers autochtones, la protection des terres forestières du Paraguay et l'amélioration de l'accès des peuples autochtones à l'eau potable, à la nourriture et aux soins de santé. Margarita est également une poète qualifiée et est citée par la BBC pour sa prise de position indiquant que « Pour un Indien, la forêt représente sa mère, sa vie, son présent et son avenir ».
La mère de trois enfants a promis de rencontrer ceux qui s'opposaient à sa nomination, et, afin d'apaiser leurs inquiétudes, elle a déclaré : « Nous allons immédiatement aider les collègues de différentes communautés qui connaissent une situation difficile en raison du manque d'eau potable, de nourriture et de vêtements ».